# Йонкерс
Йо́нкерс (англ. Yonkers) — місто (англ. city) в США, в окрузі Вестчестер штату Нью-Йорк. Населення — 211 569 осіб (2020), четверте за чисельністю населення в штаті Нью-Йорк (після Нью-Йорка, Баффало та Рочестера), і найбільш густонаселене місто у окрузі Вестчестер. Йонкерс межує з Нью-Йорком містечком Бронкс і за 3 км на північ від Манхеттена на найближчих точках міста.
Місто є домом для деяких пам'яток: Музей річки Гудзон, Шервуд-будинок, Баржова наука, Торговий Центр округу Хреста, хребет гори торгового центру, і канал Йонкерс, гоночний трек для упряж, який був відремонтований і засновано клуб, що додав, легалізовані відео ігрових автоматів, азартні ігри в 2006 році «Racino» під назвою Empire City. Є також багато великих торгових центрів по Центральній Парк-авеню (Нью-Йорк 100), неофіційно називається «Центральний проспект» в місцевих жителів.
Від 1900 року в місті діє парафія УГКЦ Святого Архистратига Михаїла.

## Географія
Місто розширялося по пагорбах та зростало від рівня моря на східному березі річки Гудзон до 416 футів (126 м) в церкві Святого Серця, чий шпиль видно з Лонг-Айленду, Нью-Йорка та Нью-Джерсі. Його пейзаж можна порівняти з Сан-Франциско, Сараєво та Римом.
Місто займає 20,3 квадратних миль (52,6 км), у тому числі 18,1 квадратних миль (46,8 км²) землі і 2,2 квадратних миль (5,8 км) (11,02 %) води, відповідно до Бюро перепису населення США.
Бронкс-Рівер відокремлює від Йонкерс Маунт-Вернон, Такахо, Істчестер, Бронксвіль і Скарсдейл на сході. У місті Грінбург на півночі, а на західному кордоні річка Гудзон.
На півдні Йонкерс межує Рівердейлом, Вудлавном та Вейкфілдом частинами Бронксу. Крім того, у самій південній точці, Йонкерс знаходиться всього в 2 милях (3 км) на північ від самої північної точки Манхеттена, при вимірі від Бродвею і Керіл авеню в Йонкерсі, на Бродвеї і захід двісті двадцять восьмої вулиці в Мерібл Хілл частині Манхеттена.
Йонкерс розташований за координатами 40°56′45″ пн. ш. 73°52′3″ зх. д. / 40.94583° пн. ш. 73.86750° зх. д. (40.945862, -73.867446). За даними Бюро перепису населення США в 2010 році місто мало площу 52,57 км², з яких 46,65 км² — суходіл та 5,92 км² — водойми.

## Демографія
Згідно з переписом 2010 року, у місті мешкало 195 976 осіб у 74 550 домогосподарствах у складі 47 518 родин. Густота населення становила 3728 осіб/км². Було 80389 помешкань (1529/км²).
Расовий склад населення:
| - 55,8 % — білих - 18,7 % — чорних або афроамериканців - 5,9 % — азіатів - 0,7 % — корінних американців - 0,1 % — вихідців з тихоокеанських островів - 14,7 % — осіб інших рас |

До двох чи більше рас належало 4,1 %. Частка іспаномовних становила 34,7 % від усіх жителів.
За віковим діапазоном населення розподілялося таким чином: 22,8 % — особи молодші 18 років, 62,5 % — особи у віці 18—64 років, 14,7 % — особи у віці 65 років та старші. Медіана віку мешканця становила 37,6 року. На 100 осіб жіночої статі у місті припадало 90,0 чоловіків; на 100 жінок у віці від 18 років та старших — 85,8 чоловіків також старших 18 років.
Середній дохід на одне домашнє господарство становив 79 292 долари США (медіана — 59 049), а середній дохід на одну сім'ю — 92 278 доларів (медіана — 71 966). Медіана доходів становила 52 482 долари для чоловіків та 49 968 доларів для жінок. За межею бідності перебувало 16,7 % осіб, у тому числі 25,1 % дітей у віці до 18 років та 11,5 % осіб у віці 65 років та старших.
Цивільне працевлаштоване населення становило 90 170 осіб. Основні галузі зайнятості: освіта, охорона здоров'я та соціальна допомога — 29,2 %, роздрібна торгівля — 12,5 %, науковці, спеціалісти, менеджери — 9,7 %, мистецтво, розваги та відпочинок — 8,6 %.

## Відомі українці

### Народились
Білл Титла — аніматор, який працював над такими відомими повнометражними анімаційними фільмами Волта Діснея, як «Білосніжка і семеро гномів», «Піноккіо», «Фантазія» та «Дамбо».

### Померли
- Боднар Роман — поручник УПА, командир сотень «Холодноярці-1» і «Переяслави-1» ТВ-13 «Розточчя».
- Гнатківська Дарія — діячка УВО та ОУН, засуджена на Варшавському процесі, дружина Миколи Лебедя.
- Фриз Микола — сотник УПА, референтом пропаганди надрайону «Бескид» (Лемківщина), тереновий провідник ОУН Франції (1948 - 1961)
- Футала Лев — поручник УПА, лицар Бронзового хреста бойової заслуги УПА та Золотого хреста бойової заслуги УПА 1 класу.

## Спорт
СК СУМ Крилаті (Йонкерс) — (Спортивний клуб Спілки української молоді «Крилаті»; Krylati Sports Club of Yonkers) — американський спортивний клуб з міста Йонкерс (штат Нью-Йорк).
Молодь бере участь в різних спортивних заходах і змаганнях з волейболу, футболу, бейсболу, хокею та інших.
Мета — Організувати і виховувати молодь на засадах виховних ідеалів — Бог і Україна — щоб у праці над формуванням християнського і національного світогляду та морально здорової індивідуальності одиниць плекати ідейну єдність українців у цілому світі, готових працювати для добра українського народу і змагати до скріплення його державності.

## Міста-побратими
| Місто     | Країна  | Дата угоди |
| --------- | ------- | ---------- |
| Тернопіль | Україна | 1991       |